# Монталбиоло (Прато)
Монталбиоло је насеље у Италији у округу Прато, региону Тоскана.
Према процени из 2011. у насељу је живело 210 становника. Насеље се налази на надморској висини од 156 м.